# Zyprischer Fußballpokal 1953/54
Der Zyprische Fußballpokal 1953/54 war die 17. Austragung des zyprischen Pokalwettbewerbs. Er wurde vom zyprischen Fußballverband ausgetragen. Das Finale fand am 27. Juni 1954 im GSP-Stadion von Nikosia statt.
Pokalsieger wurde Çetinkaya TSK. Das Team setzte sich im Finale gegen Pezoporikos Larnaka durch. 
Die neun Mannschaften der First Division und die beiden Gruppensieger und -zweiten der Second Division starteten in der 1. Runde. Die restlichen fünf Teams der Second Division spielten in drei Qualifikationsrunden den insgesamt 14. Teilnehmer der 1. Runde aus. Alle Begegnungen wurden in einem Spiel ausgetragen. Bei unentschiedenem Ausgang wurde das Spiel um zweimal 15 Minuten verlängert. Stand danach kein Sieger fest, folgte ein Wiederholungsspiel auf des Gegners Platz.

## Teilnehmer
| First Division (9) | Second Division (7) |
| --- | --- |
| - Anorthosis Famagusta - EPA Larnaka - AEL Limassol - AYMA Nikosia - APOEL Nikosia - Çetinkaya TSK - Olympiakos Nikosia - Omonia Nikosia - Pezoporikos Larnaka | - Antaeus Limassol - Aris Limassol - Demir Spor Larnaka - Gençlik Gücü TSK - Doğan Türk Birliği - Mağusa Türk Gücü - Nea Salamis Famagusta - Panellinios Limassol - APOP Paphos |

## 1. Qualifikationsrunde
Die Spiele fanden am 8. Mai 1954 statt.
|                      | Ergebnis |                    |
| -------------------- | -------- | ------------------ |
| Mağusa Türk Gücü     | 4:1      | Gençlik Gücü TSK   |
| Panellinios Limassol | 2:5      | Doğan Türk Birliği |

## 2. Qualifikationsrunde
|                    | Ergebnis |             |
| ------------------ | -------- | ----------- |
| Doğan Türk Birliği | 2:0      | APOP Paphos |
| Mağusa Türk Gücü   | Freilos  |             |

## 3. Qualifikationsrunde
|                  | Ergebnis |                    |
| ---------------- | -------- | ------------------ |
| Mağusa Türk Gücü | 3:2      | Doğan Türk Birliği |

## 1. Runde
|                       | Ergebnis  |                     |
| --------------------- | --------- | ------------------- |
| AEL Limassol          | 3:1       | Olympiakos Nikosia  |
| Anorthosis Famagusta  | 8:5       | AYMA Nikosia        |
| Antaeus Limassol      | 1:5       | Pezoporikos Larnaka |
| Omonia Nikosia        | 2:2 n. V. | EPA Larnaka         |
| Mağusa Türk Gücü      | 2:6       | Demir Spor Larnaka  |
| Çetinkaya TSK         | 7:1       | Aris Limassol       |
| APOEL Nikosia         | Freilos   |                     |
| Nea Salamis Famagusta | Freilos   |                     |

### Wiederholungsspiel
|             | Ergebnis |                |
| ----------- | -------- | -------------- |
| EPA Larnaka | 0:3      | Omonia Nikosia |

## Viertelfinale
|                       | Ergebnis |                    |
| --------------------- | -------- | ------------------ |
| Anorthosis Famagusta  | 4:2      | Omonia Nikosia     |
| Pezoporikos Larnaka   | 6:2      | AEL Limassol       |
| Nea Salamis Famagusta | 8:5      | Demir Spor Larnaka |
| Çetinkaya TSK         | 2:1      | APOEL Nikosia      |

## Halbfinale
|                       | Ergebnis |                      |
| --------------------- | -------- | -------------------- |
| Nea Salamis Famagusta | 0:1      | Pezoporikos Larnaka  |
| Çetinkaya TSK         | 3:1      | Anorthosis Famagusta |

## Finale
| Paarung             | Çetinkaya TSK – Pezoporikos Larnaka |
| Ergebnis            | 2:1 (1:0) |
| Datum               | 27. Juni 1954 |
| Stadion             | GSP-Stadion, Nikosia |
| Schiedsrichter      | Ben Roupi |
| Tore                | 1:0 Ertogan Asarntag (16.) 2:0 Vetat Shialich „Jipsis“ (58.) 2:1 Andreas Papadopoulos (60.) |
| Çetinkaya TSK       | Erol Tourker – Ozten, Gilntan Mouslou – Oouz Karagel, Dervis Patounas „Arap“, Fikret Achmet – Ertogan Asarntag, Erol Kazim, Vetat Shialich „Jipsis“, Mustafa Devterali, Jemal Desoto „Arap“                                                    |
| Pezoporikos Larnaka | Lakis Michailides – Michalakis Kiriakides, Panai Antoniou „Toubmas“ – Xanthos Iakovides, Nonis Prodromou, Kokos Loukaides – Kokis Themistokleous, Takis Charalambous, Andreas Papadopoulos, Dimitris Cheimonides „Pperentes“, Aristos Kaisidis |